# Fremri-Námur
El  Fremrinámur o Fremri-Námur (islandés: fremri « primero de dos », námur « minas ») es un sistema volcánico desprovisto de volcán central a 25 km al sureste del lago Mývatn y al noroeste del volcán Askja.